# Marlow
Pour les articles homonymes, voir Marlow (homonymie).
Marlow (prononcé en anglais : /ˈmɑrloʊ/) ou Marlow-on-Thames (« Marlow-sur-Tamise ») est une ville britannique située dans le Buckinghamshire, en Angleterre. Elle se trouve sur la Tamise qui s'écoule vers Londres, entre la ville de Henley-on-Thames et le village de Bourne End, au nord de Maidenhead.
Marlow est célèbre pour son pont suspendu enjambant la Tamise construit par William Tierney Clark entre 1829 et 1832.
Historiquement, la ville s'appelle Great Marlow (Grand Marlow) ou Chipping Marlow pour la distinguer du village de Little Marlow (Petit Marlow), 2 km au nord-est.

## Sport
Le Marlow United Football Club est un club de football anglais fondé en 1976 et basé dans la ville.

## Transports
Marlow est desservie par la Marlow branch line de la Great Western Railway, ligne ferroviaire issue de l'ancienne Wycombe Railway. Elle relie la gare de Maidenhead à la gare de Marlow via Furze Platt, Cookham et Bourne End. Cette dernière gare est une gare de passage à rebroussement ;  le train arrive et s'arrête, puis, pour partir, doit faire un rebroussement avant de résumer son voyage. Historiquement, la Marlow branch line compte également un embranchement jusqu'à High Wycombe, à partir de Bourne End, sur la Chiltern Main Line, fermé en 1970.

## Personnalités liées à la ville
- Oscar Asche (1871-1936), acteur, écrivain et metteur en scène australien, y est mort ;
- Richard Brandram (1911-1994),  major de l’Armée britannique, et l'époux de la princesse Catherine de Grèce, y est mort ;
- Catherine de Grèce (1913-2007), princesse de Grèce et de Danemark et, après son mariage, lady Brandram, y est morte ;
- Haya Harareet (1931-2021), actrice et scénariste israélienne y est morte ;
- Josiah Latimer Clark (1822-1898), ingénieur électricien, et l'un des pionniers de la télégraphie sous-marine, y est né ;
- Sir Basil Henry Liddell Hart (1895-1970), officier d’infanterie britannique, historien et stratège militaire, y est mort ;
- Sir Steve Redgrave (1962-), rameur anglais qui a gagné une médaille d'or dans cinq olympiades consécutives, de 1984 à 2000, y est né ;
- Galen Weston (1940-2021), homme d'affaires britannique et canadien, y est né ;
- Reginald Howard Wilenski (1887-1975), critique d'art, historien et occasionnellement un peintre britannique, y est mort ;
- Robert Thorogood (1972-), scénariste de la série Meurtres au paradis et auteur de la série de livres Les dames de Marlow enquêtent, y vit.

## Jumelages
La ville de Marlow est jumelée avec :
- Marly-le-Roi (France) depuis 1972
- 1er arrondissement de Budapest (Hongrie)

## Culture
La ville de Marlow est évoquée dans le roman populaire "Trois hommes dans un bateau" de Jerome K. Jerome.
La série de romans policiers « Les dames de Marlow enquêtent » se déroule dans la ville. 

## Galerie

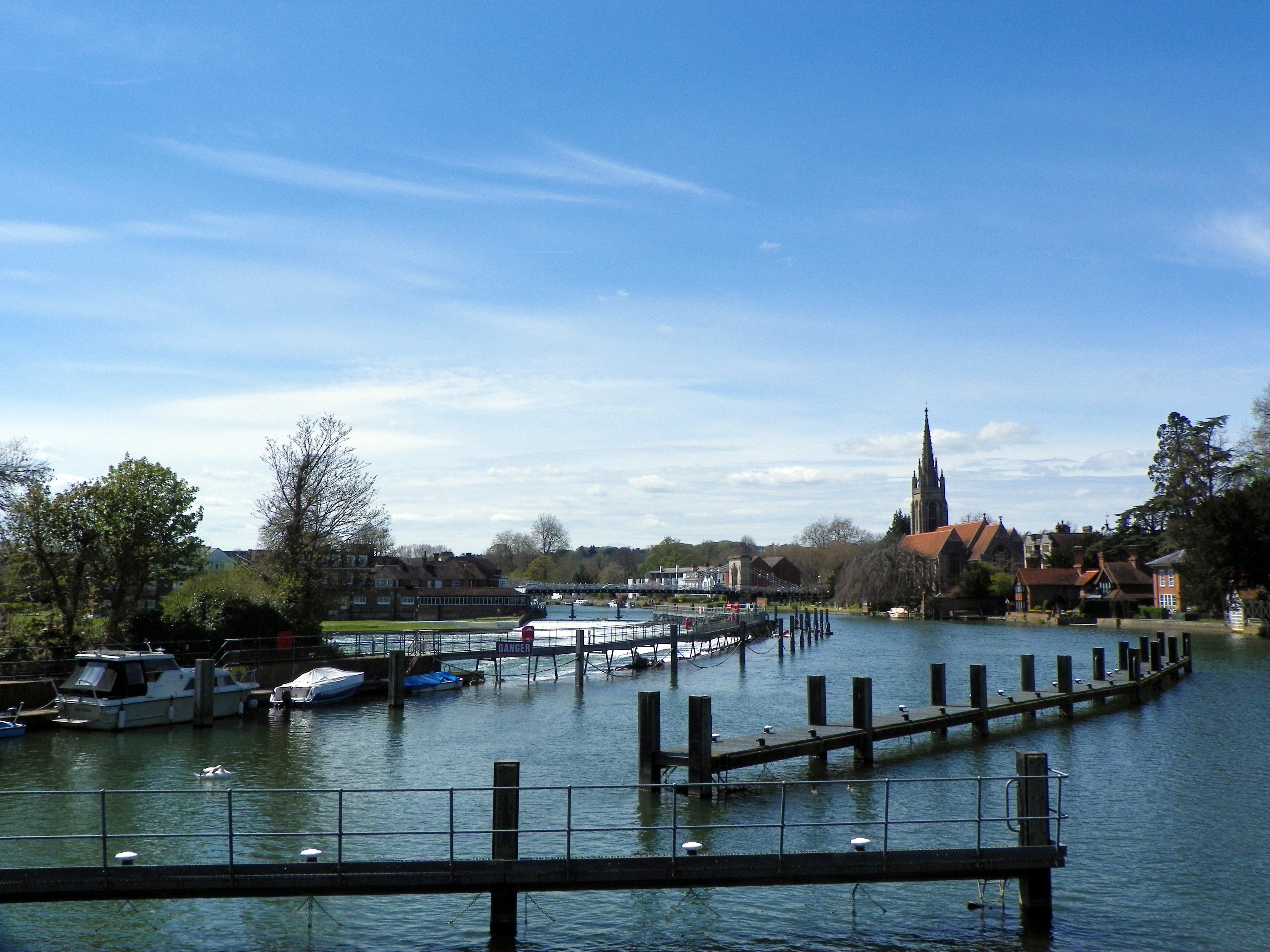
La Tamise à Marlow.
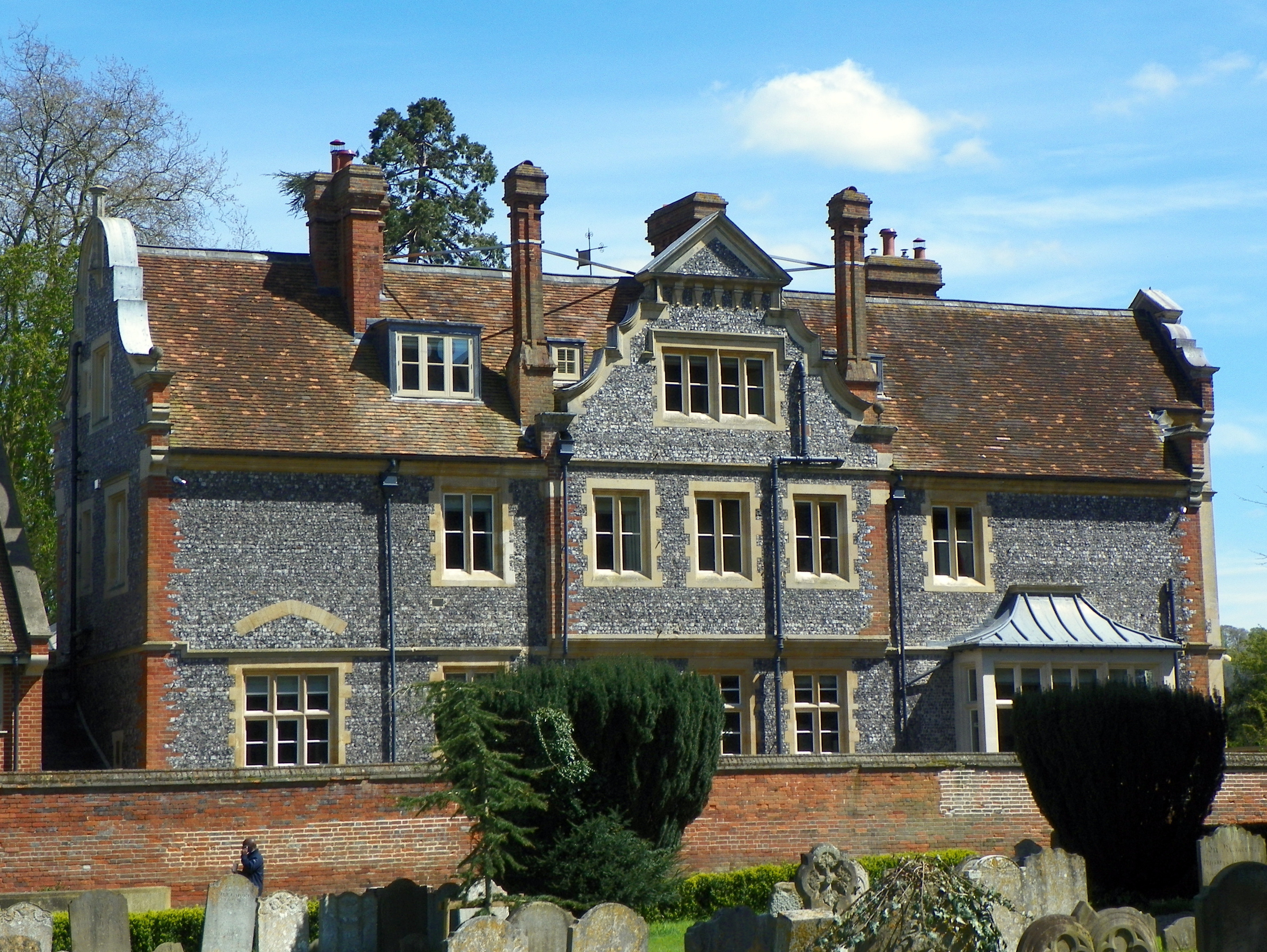
Old Bridge House.
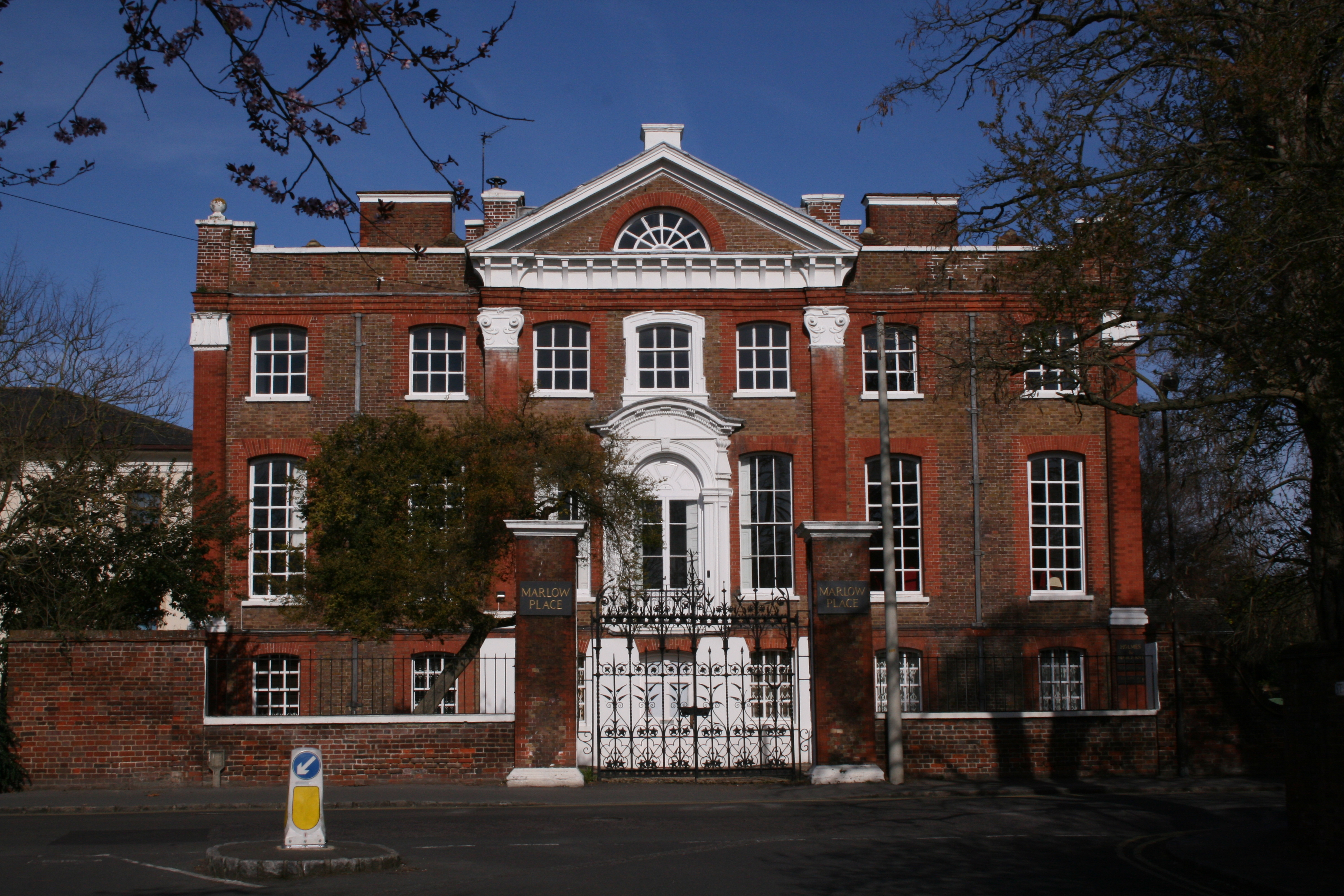
Marlow Place.